# Slavey
Gli Slavey, chiamati anche Slave, sono una tribù di Nativi americani stanziata nel nord-ovest del Canada.

## Lingua
Gli Slavey parlavano la lingua Slavey, molto parlata dalle altre tribù in quella regione del Canada.

## Storia
Gli Slavey arrivarono in Canada insieme ad altre tribù presenti attualmente nella regione del Canada nordoccidentale. Si distribuirono rapidamente in varie zone del Canada come nella Columbia Britannica, Alberta e vicino al Great Slave Lake. Però, con l'arrivo dei colonizzatori francesi nel Canada, gli Slavey si ridussero rapidamente in numero di individui. Oggi questa tribù vive nelle riserve indiane del Canada nordoccidentale.

## Indumenti
Gli Slavey si vestivano come la maggior parte delle tribù del Canada. I loro vestiti erano spesse pellicce di animali per via del freddo tipico di quella regione del Canada.